# Federico Rodríguez Berlanga
Gral. Federico Rodríguez Berlanga fue un militar mexicano que participó en la Revolución mexicana. Nació en Coahuila, el 4 de julio de 1896. Abrazó la causa constitucionalista, alcanzando el grado de general de brigada en 1924. Fue comandante de la 26a. Zona Militar. 